# Roberto Mina
Roberto Javier Mina Mercado (* 7. November 1984 in Guayaquil) ist ein ehemaliger ecuadorianischer Fußballspieler.

## Karriere

### Verein
Der Stürmer spielte in Ecuador bei CS Emelec, Deportivo Quevedo, Liga de Loja und El Nacional Quito sowie in Argentinien für CA Huracán. Im Jahr 2005 wechselte er in die US-amerikanische Major League Soccer zum FC Dallas. In der Saison 2007 fiel er nach einer Knieverletzung in einem Vorbereitungsspiel für die gesamte Saison aus. Ein beabsichtigter Wechsel zu Gimnasia y Esgrima de Jujuy in die erste argentinische Liga scheiterte im April 2008. Im September 2008 wurde er als Neuzugang des argentinischen Zweitligisten CA Belgrano präsentiert. Von dort wechselte er im April 2009 zu Centro Deportivo Olmedo nach Ecuador zurück. 2010 spielte er für Macará, bevor er zur Saison 2011 zu seinem Heimatverein CS Emelec zurückkehrte. Er kam zu neun Einsätzen und schloss sich Anfang 2012 dem Ligakonkurrenten Manta FC an. Dort wurde er zur Stammkraft und kehrte nach einem Jahr zu CS Emelec zurück. Dort kam kein weiterer Einsatz mehr hinzu. Mina wechselte Anfang 2014 zu Los Loros Sangolquí in die vierte Liga. Ein Jahr später unternahm er einen weiteren Anlauf in der Serie B beim Fuerza Amarilla Sporting Club, wurde jedoch nur dreimal eingesetzt. Er ging erneut in die vierte Liga und beendete im Jahr 2016 seine Karriere.

### Nationalmannschaft
Für die ecuadorianische Fußballnationalmannschaft bestritt er zwischen 2003 und 2006 insgesamt 12 Länderspiele und qualifizierte sich mit ihr für die Fußball-Weltmeisterschaft 2006. Er wurde allerdings von Nationaltrainer Luis Fernando Suárez nicht in den WM-Kader aufgenommen.